# ۳-هیدروکسی آنترانیلیک اسید
۳-هیدروکسی آنترانیلیک اسید (به انگلیسی: 3-Hydroxyanthranilic acid) با فرمول شیمیایی C7H7NO3 یک ترکیب شیمیایی با شناسه پاب‌کم 10486 است. که جرم مولی آن ۱۵۳٫۱۴ گرم بر مول می‌باشد. 